# Koigi järv
Der Koigi järv (järv = See) ist ein natürlicher See auf der größten estnischen Insel Saaremaa. Er gehört zur Landgemeinde Saaremaa im Kreis Saare. Der Ort Koigi dieser Gemeinde liegt 2,1 Kilometer und die Ostsee 9,5 Kilometer vom See entfernt. Der See ist 122,3 Hektar groß, von denen einige in ihm befindliche Inseln 6,4 Hektar ausmachen. Mit einer maximalen Tiefe von 1,1 Metern und einer durchschnittlichen Tiefe von 0,5 Metern ist er sehr seicht.